# إينيس فرنانديز مورينو
إينيس فرنانديز مورينو (بالإسبانية: Inés Fernández Moreno)‏ (28 أغسطس 1947 - 9 نوفمبر 2024)، هي كاتبة روائية أرجنتينية. درست في جامعة بوينس آيرس. ولدت وتوفيت بالعاصمة بوينس آيرس